# Алекса, Николай Тимофеевич
Николай Тимофеевич Алекса (28 августа 1929 , Ивановка — 16 августа 2009) — начальник Управления внутренних войск МВД по Украинской ССР и Молдавской ССР (1985—1990), генерал-лейтенант . Кандидат в члены ЦК КПУ в 1986—1990 годах.

## Биография
Родился 28 августа 1929 года в деревне Ивановке (ныне Карагандинской области Казахстана). Окончил Алма-Атинское высшее военное командное пограничное училище в 1953 году и Военную академию в 1963 году. Службу проходил в должностях командира взвода, роты, батальона, полка, дивизии в районах Севера, Урала и Сибири .
В 1985—1990 годах — начальник Управления внутренних войск МВД по УССР и Молдавской ССР .
Как начальник управления — командующий внутренними войсками по УССР и Молдавской ССР активно участвовал в организации мероприятий по ликвидации последствий аварии на ЧАЭС в течение 1986—1990 годов и мер по обеспечению общественной безопасности в районах межнациональных конфликтов.
На XXVII съезде КПУ был кандидатом в члены ЦК КПУ. Избирался депутатом Верховного Совета УССР 11-го созыва (в 1988—1990 годах).
Вышел в отставку в 1990 году. Член ОО «Собратья» с 13 января 2005 года. Жил в Киеве . Скончался 16 августа 2009 года. Похоронен на Байковом кладбище (участок № 33).

## Награды
Награждён советскими орденами Октябрьской Революции , Красной Звезды, «За службу Родине в Вооруженных Силах СССР», медалью «За отличную службу по охране общественного порядка».
Заслуженный работник МВД Украины и СССР.
Был также награждён украинским орденом Богдана Хмельницкого 3-й степени по случаю награждения государственными наградами Украины участников ликвидации последствий аварии на Чернобыльской АЭС